# Carl Georg Müller
Pour les articles homonymes, voir Carl Müller (homonymie) et Müller.
Carl Georg Müller est un auteur alsacien né le 18 avril 1796 à Rosheim - mort le 1er octobre 1879, à Bœrsch.
Après des études à Rosheim où son père était instituteur. Il obtient le baccalauréat, puis s'inscrit en Droit à Strasbourg en 1818, où il devient clerc de notaire. Il se marie en 1822 avec une fille de riche meunier, puis acquiert l'étude de Bœrsch. Il est maire de la ville de 1830 à 1848.

## Œuvres
Il écrit les Kunkelstuben, qui sont autant de petites scènes villageoises, souvent sous forme de monologues qui sont des traditionnels du théâtre alsacien. 

## Référence
- Jean-Marie Gall, Le théâtre populaire alsacien au XIXe siècle, Istra, Strasbourg, 1973, 208 p.